# Mihăești (Vâlcea)
Mihăeşti es una comuna ubicada en el distrito Vâlcea, Rumania.

## Superficie
Posee una superficie de 53,93 kilómetros cuadrados.

## Demografía
Hasta 2021 la población era de 6799 habitantes, con una densidad de población de 126,1 habitantes por kilómetro cuadrado.